# Jana Rečková
Jana Rečková (27. dubna 1956 Kladno – 27. března 2018 Praha) byla spisovatelka fantasy, science fiction a v malé míře i hororu, od přelomu století rovněž překladatelka SF z angličtiny. Pracovala jako lékařka-neuroložka.
Publikovala na 25 románů a přes 150 povídek, zejména v časopisech Ikarie a jeho nástupci XB-1, Pevnost a v řadě fanzinů. Třikrát vyhrála soutěž Ikaros časopisu Ikarie, dvakrát románovou soutěž Trifid nakladatelství Triton a sedmkrát první místo v soutěži Cena Karla Čapka (cena fandomu).
Ivan Adamovič v Kronice české science fiction označil Rečkovou za „klíčovou [ženskou] autorku devadesátých až nultých let […] Po stránce autorského stylu převyšuje většinu svých kolegů, což se nutně nedá říci o konstrukci jejích příběhů […] často s prvky pohádky nebo romance, ne-li přímo červené knihovny. Má pochopení pro trpící a minoritní hrdiny, jejím ústředním tématem je příběh o pomoci, o nápravě věcí. Uvnitř jejích nemocných, pochmurných světů svítí plamen naděje.“

## Dílo

### Povídky
- Pachatelé zvláštních činů (Epocha, 2009, edice Pevnost, sv. 46. 248 stran. ISBN 978-80-7425-003-3) obsahuje 5 propojených povídek s týmž hrdinou: Narodila ses jako vrah, Nesmrtelnost, nic víc, Vražda na pískovišti, Dovolená mise, Jako spiknutí. Text pochází z první poloviny 90. let, roku 1995 vyrobilo několik samizdatových kopií „Rečkovo nakladatelství science fiction“
- Protože se stmívá: Nejlepší povídky (Epocha, 2017, edice Pevnost, sv. 106. 516 stran. ISBN 978-80-7557-059-8) obsahuje 19 povídek: Maximálně 80% duše, Deset malých emzáků, Čas her, I kdybych měl jít Tajnůstkářovým údolím, Ruské kolo, Bůh odvedle, Sedm a více mil, Země brouků, Na návštěvě doma, Poslední píseň Tonyho M, Všichni jsme na ráně, Smrt k MDŽ, Minimůrka, Nové bydlení, Poslední ticho ve skalách, Vánoční autobus, Líp než Múza, Ve sluchátkách, Nebylo ráno

Seznam jednotlivých povídek není úplný (Legie.info uvádí k srpnu 2019 160 povídek vč. novel), číslování je pouze pro hrubou orientaci:
1. Temno kolem hlavy (sborník MLOK: Sbírka vítězných prací ceny Karla Čapka za rok 1994)
2. Křivda přivádí na svět příšery (Nemesis 6/1995)
3. Upíři z Lemmar Gori (Ikarie 1/1995)
4. Po válce se přidáš k bohům (Darken: magazín Dark fantasy, horroru a okultních věd č. 2, Haddon publishing, 1995)
5. Čtyřicet let po konci světa (sborník Miss Mlok 1996)
6. Pomalá kletba (Ikarie 5/1996)
7. Cesta do Goldauru (Nemesis 2/1996)
8. Tři brány (Nemesis 10/1996)
9. Nemůžu tě naučit létat (Zbraně Avalonu 11, vyd. SFK Avalon Chotěboř 1996)
10. Dar draka (Zbraně Avalonu 12/1996)
11. Penzion ve Ztracené Lhotě (Zbraně Avalonu 13/1996)
12. Z Olympu přicházeli andělé (Ikarie 8/1997)
13. Ostrov vetřelců (sborník Invaze 97)
14. Černá hodinka (sborník Ježíšku, já chci plamenomet, 1997)
15. Upíři platí polovic (Nemesis 2/1997)
16. Poslední ticho ve skalách (Ikarie 3/1997)
17. Nebezpečná vločka (Zbraně Avalonu 15/1997)
18. Líbánky s doktorem T. (Zbraně Avalonu 16/1997)
19. Na střepech skořápky světa křepčím (sborník MLOK: Sbírka vítězných prací ceny Karla Čapka za rok 1998)
20. Na kopci je krysí háj (Základna 8, 1998, vyd. SF&F Workshop)
21. Kontaminace (sborník Cizinec 98, vyd. SFK Ústí nad Labem)
22. Jednou všichni vylezeme (Fantázia 7/1998)
23. Chovej se jako slušná mrtvola (Ikarie 8/1998)
24. Supermol a lidská práva (Zbraně Avalonu 20/1998)
25. Tu pannu nechte zemřít (Zbraně Avalonu 21/1999)
26. Houby (Zbraně Avalonu 25/1999)
27. Angelika a vzpomínky na UFO (Zbraně Avalonu 26/1999)
28. Licence (Knihovnička Vakukoku 59, 1999, vyd. SFK Vakukok Šumperk)
29. Katovská mise (sborník MLOK: Sbírka vítězných prací ceny Karla Čapka za rok 1999)
30. Poslední píseň Tonyho M. (sborník Mlok 1999)
31. Krvavá dysfunkce (Ikarie 8/1999)
32. Nejdražší příšero... (sborník Et Cetera Heroes, 2000)
33. Bezpečná je smrt (Ikarie 10/2000)
34. Čas her (Ikarie 1/2001)
35. Člověk člověku pěvcem (Ikarie 9/2001)
36. Kapitán z Looka Isbajoa (sborník Kočas: Sborník sci-fi a fantasy povídek k Parkonu 2001)
37. Příliš dlouhé loučení (sborník Mlok 2001)
38. Klece našich duší (sborník Mlok 2002)
39. Lumík a lumíci (sborník Mlok 2002)
40. Prokletý, prokletější, nejprokletější (sborník 2101: Česká odysea, 2002)
41. Válka s kamením (Ikarie 3/2002)
42. Nový les (Pevnost 7/2002)
43. Měli jsme plápolat (Ikarie 7/2002)
44. Švadlena (Pevnost 8/2002)
45. Šelmy Osudu (sborník Kočas 2002)
46. Kseorú (Pevnost 1/2003)
47. Noclehárna (Ikarie 2/2003)
48. Začarované skály (Pevnost 6/2003)
49. To se týká jenom bláznů (Ikarie 11/2003)
50. Jedenáct spáčů (Pevnost 12/2003)
51. Doma tě mají rádi (sborník Klášter slasti, 2003)
52. Ty divné světy za humny (sborník 2003: Česká fantasy)
53. Myší balada (Fantázia 4/2004 a sborník Mlok 2004)
54. Past mrtvého čaroděje (Pevnost 6/2004)
55. Dobrý dům na hraní (sborník 2005: Česká fantasy)
56. A lidé zase nevyhynuli (Ikarie 2/2005)
57. Milování v zóně Y (Ikarie 7/2005)
58. Bůh odvedle (Ikarie 2/2006)
59. Totální jahůdka (Pevnost 1/2006)
60. Země brouků II (sborník Mlok 2006)
61. Záviství (Pevnost 7/2006)
62. Pouti na hory (sborník 2006: Česká sci-fi, nakl. Mladá fronta)
63. Konec sezóny v Ponorce (sborník Orbitální šerloci, 2006)
64. Smrt k MDŽ (Ikarie 3/2007)
65. Strašidelný svět bez tebe (sborník Neviditelné příběhy, Listen, Jihlava, duben 2007)
66. Obtížné rozmnožování andělů (Ikarie 7/2007)
67. I kdybych měl jít Tajnůstkářovým údolím (sborník MLOK: Sbírka vítězných prací ceny Karla Čapka za rok 2007)
68. Hrátky s pamětí (sborník Sorry, vole, error, 2007)
69. Země bez křídel (sborník Imperium Bohemorum, nakl. Albatros, 2007)
70. Dovolená mise (Ikarie 1/2008)
71. Jako člověk (Pevnost 2/2008)
72. Léčit a zabít (sborník Časovír, 2008)
73. Bílá nemoc 21 (Ikarie 10/2008)
74. Most 93 (Ikarie 1/2009)
75. Sedm a více mil (Ikarie 3/2009)
76. Já, hromada šrotu (sborník KOČAS 2009)
77. Maximálně 80 procent duše (sborník MLOK 2010, sbírka Protože se stmívá)
78. Hřbitovní dialekty (XB-1 12/2012)
79. Jedenáctero (sborník MLOK: Sbírka vítězných prací ceny Karla Čapka za rok 2013)
80. Memorila (sborník Legendy: Prokleté knihovny, nakl. Straky na vrbě, 2013)
81. Romance podle post-lidí (XB-1 4/2013)
82. Ostrov vetřelců (XB-1 5/2013)
83. Vesmíry, domov můj (XB-1 8/2015)
84. Okoukalova knihovna (XB-1 9/2014)
85. Země brouků (XB-1 6/2016, sbírka Protože se stmívá)
86. Zlaté kapradí (XB-1 12/2016)
87. Dolores a její byt (sborník Bájná stvoření, nakl. XB-1, 2016)
88. Když přijdou (sborník Bájná stvoření, nakl. XB-1, 2016)
89. Myslím jen na to jedno (sborník Pozemšťané a mimozemšťanky ((S)extraterestrické známosti), nakl. XB-1, 2016)
90. Věčná Šelma (XB-1 10/2017)
91. Kamarádky navždycky (sborník Žena se sovou, nakl. Fortna, 2017)
92. Písky na nebesích (sborník MLOK: Sbírka vítězných prací ceny Karla Čapka za rok 2017)
93. Než vypukl pravý svět (XB-1 3/2018)
94. … a zatímco na Zemi pozvolna pokračovala apokalypsa… (XB-1 6/2019)

### Novely
- Roztrháno (ve sborníku MLOK: Sbírka vítězných prací ceny Karla Čapka za rok 2000)
- Hadí král za nic nemůže (ve sborníku 2x čaroděj v akci, Wolf Publishing, Edice Pevnost č. 5, 2005, ISBN 80-239-5806-2)
- Silnice kolem kousku světa (dvě novely Silnice kolem kousku světa a Nevyvolený), 2006, nakl. Wolf Publishing, edice Pevnost č. 14, ISBN 80-239-7636-2
- Kvalita života (2018, nakl. Epocha), ISBN 978-80-7557-123-6 – trojice krátkých novel Siena, Vražda v Hajii a Sídlo kombinovaných s autobiografickým textem a básněmi

### Romány
1. Svět nezrozených drahokamů (nakladatelství SAGA, Šternberk 1996), pod pseudonymem Joanna Railly
2. Mezi slovem a mečem (1999, nakl. Straky na vrbě)
3. Král je malý (2000, nakl. Netopejr)
4. Syndrom malé mořské víly (2000, nakl. Grada)
5. Pečeti Černé pevniny (2001, nakl. Straky na vrbě)
6. Příliš dlouhé loučení (vyšlo ve sborníku MLOK: Sbírka vítězných prací ceny Karla Čapka za rok 2001)
7. Kniha prokletých (2003, nakl. Straky na vrbě)
8. 24 a 1/2 hodiny denně (2004, nakl. Poutník)
9. Píseň o Dveřníkovi (2005, nakl. Trifid)
10. Více než 24 a 1/2 hodiny denně (2006, nakl. Poutník)
11. Dřímota (2008, nakl. Tartaros)
12. Pohřbeni na Soldafaru (2008, nakl. Epocha – ve dvou knihách, edice Pevnost č. 31 a 32)
13. Údolí žalozpěvu (1. část trilogie Údolí žalozpěvu: 2008, Triton, ISBN 978-80-7387-161-1)
14. Loď vrahů (2. část trilogie Údolí žalozpěvu) (2008, nakl. Triton), ISBN 978-80-7387-162-8
15. Zapomenutí (2008, nakl. Mladá fronta), ISBN 978-80-204-1825-8
16. Sharrahii (3. část trilogie Údolí žalozpěvu) (2009, nakl. Triton), ISBN 978-80-7387-163-5
  - pětice propojených povídek Pachatelé zvláštních činů (2009, viz výše) je někdy pokládána za román
17. Věčný čas zubů (2010, Epocha, ve dvou knihách: Část první, edice Pevnost č. 62, ISBN 978-80-7425-071-2 a Část druhá, edice Pevnost č. 63, ISBN 978-80-7425-073-6)
18. Dračí mor (2011, nakl. Straky na vrbě), ISBN 978-80-87364-17-8
19. Dračí zloději (2012, nakl. Straky na vrbě), ISBN 978-80-87364-33-8
20. Cesta do jabloňového sadu (2013, nakl. Triton), ISBN 978-80-7387-483-4
21. Virtuální vrazi (2015, nakl. Epocha, Edice Pevnost č. 95, ISBN 978-80-7425-263-1, 280 stran). V CKČ 2009 získalo Pulce pod názvem Se svědomím i bez
22. Labyrint u Mrtvého ženicha (2017, nakl. Fantom print), ISBN 978-80-7398-387-1
23. Nezdejší (2017, nakl. Straky na vrbě), ISBN 978-80-87364-72-7
24. Jáma a dům (2017, nakl. Epocha, edice Pevnost č. 103), ISBN 978-80-7557-046-8
25. Misteri (2018, nakl. Epocha, edice Pevnost č. 109), ISBN 978-80-7557-119-9
26. Jana Rečková a Jiří Dluhoš: Vesmír s čokoládou. Hradec Králové: Fortna, 2019. 485 stran. ISBN 978-80-907070-6-1

### Překlady
1. Harry Harrison: Návrat do ráje (orig. Return to Eden, česky 2000, Straky na vrbě)
2. Philip José Farmer: Temný záměr (orig. The Dark Design, česky 2002, Triton)
3. Greg Bear: Darwinovo rádio (orig. Darwin's Radio, česky 2003, Triton)
4. Rachel Caine: Smolné povětří (orig. Ill Wind), 2006, Triton
5. Sean McMullen: Putování Měsíčního stínu (orig. Voyage of the Shadowmoon, česky 2004, Triton)
6. Greg Bear: Boží výheň (orig. Forge of God, česky 2004, Triton)
7. Greg Bear: Darwinovy děti (orig. Darwin's Children, česky 2005, Triton)
8. Sean McMullen: Sklenění draci (orig. Glass Dragons, česky 2006, Triton)
9. Rachel Caine: Úžeh (orig. Heat Stroke, česky 2007, Triton)
10. Sten Pavlou: Gene (orig. Gene, česky 2008, Triton)
11. Greg Bear: Marťanská cesta (orig. Moving Mars, česky 2008, Triton)
12. Kate Jacoby: Návrat vyhnance (orig. The Exile's Return, česky 2008, Laser-books)
13. Rachel Caine: Mrazení (orig. Chill Factor, česky 2008, Triton)
14. Tobias S. Buckell: Krystalický déšť (orig. Crystal Rain, česky 2008, Klub Julese Vernea – Poutník)
15. Patrick Rothfuss: Jméno větru 1 (orig. The Name of the Wind, česky 2008, Triton/Argo)
16. Patrick Rothfuss: Jméno větru 2 (česky 2008, Triton)
17. Tobias S. Buckell: Vagabundi (orig. Ragamuffin, 2. díl Krystalického deště; nevyšlo, plánoval Poutník 2009)
18. Lev Grossman: Mágové (orig. The Magicians, česky 2009, XYZ)
19. Daryl Gregory: Pandemonium (orig. Pandemonium, česky 2009, Triton), ISBN 978-80-7387-303-5
20. Patrick Rothfuss: Strach moudrého muže (orig. The Wise Man's Fear, česky 2012, Triton, Argo), ISBN 9788025707579
21. Mickey Zucker Reichert: Já, robot: Chránit (orig. I, Robot: To Protect, česky 2013, Triton, Argo), ISBN 9788073876814
22. Mickey Zucker Reichert: Já, robot: Poslouchat (orig. I, Robot: To Obey, česky 2014, Triton), ISBN 9788073877538
23. Lev Grossman: Mágové, 2. díl, Král čaroděj (orig. The Magicians King, česky 2015, XYZ)
24. James S. A. Corey: Expanze, kniha 1: Leviatan se probouzí (orig. Leviathan Wakes, česky 2013, Triton), ISBN 9788073877019
25. James S. A. Corey: Expanze, kniha 2: Kalibánova válka (orig. Kaliban's War, česky 2013, Triton), ISBN 9788073877248
26. James S. A. Corey: Expanze, kniha 3: Abaddonova brána (orig. Abaddon's Gate, česky 2014, Triton), ISBN 9788073877996
27. Michael J. Sullivan: Zimní slavnost (orig. Wintertide, česky 2015, Argo)
28. Patrick Rothfuss: Hudba ticha (orig. The Slow Regard of Silent Things, česky 2015, Argo)
29. James S. A. Corey: Expanze, kniha 4: O poklad Ciboly (orig. Cibola Burn, česky 2015, Triton)
30. Lev Grossman: Mágové, 3. díl, Čarodějova země (orig. The Magician's Land, česky 2016, XYZ)
31. James S. A. Corey: Expanze, kniha 5: Hry Nemesis (orig. Nemesis Games, česky 2017, Triton)
32. James S. A. Corey: Expanze, kniha 6: Popel Babylonu (orig. Babylon's Ashes, česky 2017, Triton)
33. James S. A. Corey: Expanze, kniha 7: Vzestup Persepole (orig. Babylon's Ashes, česky 2018, Triton)

## Ceny
- cena Ledová naja 1994 (povídka Mlha nad Černou skálou)
- ceny Pohár Eddieho Krígla a Pohár nakladatelství Netopejr 2001, 2002 a 2003 (povídky Básník po pracovní době, Zbraň, Návštěvní dny)
- cena Ikaros: 1997 (povídka Z Olympu přicházeli andělé), 2000, 2007
- cena Trifid 2005 (román Píseň o dveřníkovi) a 2007 (román Cesta do jabloňového sadu, vyšlo 2013)
- v soutěži Cena Karla Čapka (cena fandomu):
  - cena Mlok 1998 (román Na střepech skořápky světa křepčím), 2004 (povídka Myší balada), 2009 (povídka Nebylo ráno)
  - cena Pulec 2000 (román Roztrháno), 2001 (román Příliš dlouhé loučení), 2009 (román Se svědomím i bez, vyd. Epocha 2015 pod názvem Virtuální vrazi), 2017 (krátká povídka Písky na nebesích)